# Carmen (film 2003)
Carmen – hiszpańsko-brytyjsko-włoski melodramat z 2003 roku w reżyserii Vicente Arandy, zrealizowany w opaciu o nowelę pod tym samym tytułem autorstwa Prospera Mérimée. Zdjęcia kręcono w Kordobie oraz w prowincji Sewilla.

## Obsada
- Paz Vega – Carmen
- Leonardo Sbaraglia – José
- Antonio Dechent – Tuerto
- Joan Crosas – Dancaire
- Jay Benedict – Prosper Mérimée
- María Botto – Fernanda
- Ismael Martínez – Antonio[1]